# Bézdrik
Bézdrik (en ucraniano: Бездрик, romanizado: Bézdryk; en ruso: Бездрик) es un pueblo ucraniano perteneciente al óblast de Sumy. Situado en el norte del país, es parte del raión de Sumy y centro del municipio (hromada) homónimo.

## Geografía
Bézdrik se encuentra a orillas del río homónimo, 12 km al este de Sumy. 

## Historia
Bézdrik fue mencionado por primera vez en 1677.
Los agricultores locales se declararon en huelga durante la revolución rusa de 1905. Antes de la revolución rusa, era famoso por la cantidad y calidad de los iconos de la Iglesia local del Arcángel Miguel, que databan de la época del Hetmanato cosaco. En 1916 se llevó a cabo una expedición arqueológica de la Iglesia ortodoxa rusa.
Durante la guerra civil rusa, Bézdrik fue ocupado por el Ejército Rojo en diciembre de 1917.
Tras la invasión rusa a Ucrania, las tropas rusas entraron en el territorio de Bézdrik el 24 de febrero de 2022 pero se equivocaron de lugar y el equipo ruso fue destruido cerca de la planta química de Sumy. El 17 de agosto de 2024, Bézdrik sufrió dos bombardeos con dos explosiones.

## Demografía
Según el censo de 2001, la lengua materna de la mayoría de los habitantes, el 91,95%, es el ucraniano; del 7,64% es el ruso.